# Hockey Club Milano 17 RAMS
L'Hockey Club Milano 17 RAMS, noto come Milano 17 RAMS, è stata una società italiana di hockey in-line con sede a Milano. Il suo colore sociale era il rosso; è stata costituita nel 1996 come Hockey Club Green Wave Milano; nel 2000 assume la denominazione Roller Amatori Milano e dopo la fusione con la società Hockey Club Milano 17 ha assunto la denominazione Hockey Club Milano 17 RAMS; ha cessato l'attività sportiva nel 2009.
Nel suo palmarès annovera la vittoria di 1 Coppa Italia.

## Storia

### Dal 1996 al 2003
La squadra RAMs viene fondata nel 1996 da Italo Rota, grazie anche a Massimo Zagni (allenatore del club sino al 2010), inizialmente col nome "HC Green Wave Milano". Nel marzo del 1997 la squadra vince la medaglia d'argento al Trofeo Topolino di hockey in-line a Vipiteno. Nella stagione 1999/2000, col nome di "H.C. Amatori Milano", partecipa al primo Campionato regionale di hockey in-line juniores classificandosi prima a pieni punti. Dall'inizio della stagione 2000 - 2001 la squadra prende un nuovo nome: "Roller Amatori Milano", o RAM, a causa della presenza nelle stesso campionato di un'altra formazione denominata HC Amatori Milano. Partecipano e vincono il campionato di Serie B - Lombardia (zona 1) con 61 punti, 20 vittorie, 1 pareggio ed 1 sconfitta su 22 incontri disputati; vengono promossi in serie A1 seconda divisione. I RAM partecipano anche alle finali nazionali del campionato di hockey in-line giovanile svoltesi a Follonica in giugno, conquistando il titolo di Campioni Juniores d'Italia. All'inizio della stagione 2002 i giocatori Viktor Pesenti e Stefano Rizzo indossano la maglia della nazionale Azzurra in un torneo svoltosi a Torino. Sempre nel 2002 i RAMs ottengono il secondo posto (ad un punto dalla capolista Alessandria) al termine del girone di regular season, andando a partecipare ai playoff preliminari per l'accesso alla final four. Superata la formazione dell'Azzurrina Reggio Calabria i milanesi si sono disputati l'accesso alla fase finale del torneo con la formazione dei Lions Arezzo. Nella stagione 2002-2003 i RAMs hanno partecipato al campionato italiano di serie A2, raggiungendo i quarti di finale dei play-off promozione a Reggio Calabria; Vince anche le finali nazionali giovanili aggiudicandosi, per la seconda volta, il titolo di Campioni Juniores d'Italia.

### Dal 2003 al 2010
Dalla fusione tra HCM17 e Roller Amatori Milano nasce la società HC Milano 17 RAMs, le cui formazioni prenderanno parte ai campionati FIHP-LNH di serie "A1" e "B" e giovanili nelle categorie Juniores e Primavera. 
La stagione 2003-2004: campionato serie A1 (playoff), serie B (3º posto), Juniores (3º posto), Primavera (2º posto)
Stagione 2004/2005: vincitori Coppa Italia A1, vincitori Coppa di Lega B, campionato serie A1 (playoff), serie B (2º posto), Juniores (2º posto)
Stagione 2005/2006: Finalisti Coppa Italia A1, vincitori Coppa di Lega B, vincitori campionato serie B e promozione in A2, campionato serie A1 (playoff), Juniores (2º posto)
Stagione 2006/2007: partecipanti al Torneo Memorial Agnul @ Trieste; sconfitti a tavolino p alla prima gara di Coppa Italia e conseguente esclusione dal torneo; rinuncia a partecipare ad una gara di Coppa di Lega A2 e conseguente esclusione dalla manifestazione; tutti in attesa di sapere i futuri programmi del Presidente. Nel dicembre 2006 i dissapori tra la dirigenza e la prima squadra portano il coach a rassegnare le proprie dimissioni, e gran parte dei giocatori ad approdare (non senza difficoltà opposte dal presidente) in altre squadre.

## Cronistoria
| Cronistoria dell'Hockey Club Milano 17 RAMS |
| --- |
| - 1996 · Fondazione dell'A.S.D. Hockey Club Green Wave Milano. - 1996-1999 · Attività giovanile. - 2000 · Assume la denominazione Roller Amatori Milano. - 2000-2001 · Serie B. Promosso in Serie A2. - 2001-2002 · 2º nel girone A in Serie A2, secondo turno dei play-off promozione. Prima fase a gironi di Coppa Italia. - 2002-2003 · 2º nel girone A in Serie A2, semifinale dei play-off promozione. Quarti di finale di Coppa Italia. - 2003 · Assume la denominazione Hockey Club Milano 17 RAMS . - 2003-2004 · 4º nel girone B in Serie A1, quarti di finale dei play-off scudetto. Quarti di finale di Coppa Italia. - 2004-2005 · ? nel girone ? in Serie A1, quarti di finale dei play-off scudetto. Vince la Coppa Italia (1º titolo). - 2005-2006 · 3º nel girone B in Serie A1, quarti di finale dei play-off scudetto. Finale di Coppa Italia. Finale di Supercoppa italiana. - 2006-2007 · 5º nel girone A in Serie A1. Prima fase a gironi di Coppa Italia. - 2007-2008 · 12º in Serie A1. Retrocesso in Serie A2 . ? di Coppa Italia. - 2008-2009 · 12º in Serie A1. Retrocesso in Serie A2. - 2009 · Al termine della stagione la società viene sciolta e cessa l'attività. |

## Palmarès

### Competizioni nazionali
- Coppa Italia: 1

2004-2005

## Statistiche

### Partecipazione ai campionati
| Livello | Categoria | Partecipazioni | Debutto   | Ultima stagione | Totale |
| ------- | --------- | -------------- | --------- | --------------- | ------ |
| 1º      | Serie A1  | 6              | 2003-2004 | 2008-2009       | 6      |
| 2º      | Serie A2  | 2              | 2001-2002 | 2002-2003       | 2      |
| 3º      | Serie B   | 1              | 2000-2001 | 2000-2001       | 1      |

### Partecipazioni alle coppe nazionali
| Competizione        | Partecipazioni | Debutto   | Ultima stagione |
| ------------------- | -------------- | --------- | --------------- |
| Coppa Italia        | 7              | 2001-2002 | 2007-2008       |
| Supercoppa italiana | 1              | 2005      | 2005            |